# Schima
Genre
Schima est un genre de plantes à fleurs de la famille des Théacées.
C'est une plante fortement odorante, qui s'étend généralement sur le littoral.
Étymologie : Schima: du latin Schimus lactus : signification la neige marron.

## Liste des espèces
Selon Catalogue of Life (23 février 2018) :
- Schima argentea E. Pritz. ex Diels
- Schima brevifolia (Hook. fil.) Baill. ex Stapf.
- Schima brevipedicellata H.T. Chang
- Schima lobbii (Hook. fil.) Pierre
- Schima mertensiana (Sieb. & Zucc.) Koidz.
- Schima monticola Kurz
- Schima multibracteata H.T. Chang
- Schima noronhae Reinw. ex Bl.
- Schima remotiserrata H.T. Chang
- Schima sericans (Hand.-Mazz.) T.L. Ming
- Schima sericea Airy-Shaw
- Schima sinensis (Hemsl. & E.H. Wilson) Airy-Shaw
- Schima superba Gardn. & Champ.
- Schima villosa Hu
- Schima wallichii (DC.) Korth.